# Nepenthes jacquelineae
Nepenthes jacquelineae là một loài nắp ấm thuộc họ Nắp ấm. Đây là loài thực vật nhiệt đới đặc hữu của đảo Sumatra. Do hình thái bình độc đáo của nó, nó được coi là một trong những loài nắp ấm nepenthes ngoạn mục nhất bản địa tới đảo này.
Nepenthes jacquelineae được phát hiện vào năm 2000 bởi Charles Clarke và Troy Davis. Loài cây này đã được tìm thấy phía bắc của Bukittinggi, Tây Sumatra, mọc ở độ cao khoảng 1.700 m trên mực nước biển. Mô tả chính thức của N. jacquelineae được xuất bản trong một chuyên khảo Clarke của năm 2001, Nepenthes of Sumatra and Peninsular Malaysia.
Hai bộ sưu tập của loài đã được thực hiện ngày 13 tháng 7 năm 2000. Các mẫu tiêu bản Clarke, Davis & Tamin 1307 đã được chỉ định là các mẫu của N. jacquelineae. Nó bao gồm hai tấm từ hai cây khác nhau. Cả hai mẫu vật được gửi tại các tiêu bản của đại học Andalas (Anda) Một mẫu vật thứ ba, Nepenthes Nhóm NP 384, cũng được gửi tại các tiêu bản. Loài này được đặt theo tên vợ của Charles Clarke, Jacqueline Clarke.